# Eu Sei de Cor
"Eu Sei de Cor" é uma canção da cantora e compositora brasileira Marília Mendonça, lançada no dia 25 de agosto de 2016 pela gravadora Som Livre.

## Composição
"Eu Sei de Cor" foi o primeiro grande sucesso de Marília Mendonça que não foi autoral. Segundo ela, a música chegou como opção para gravar durante um conflito com o seu então namorado, o empresário Yugnir Ângelo. Ela disse que "quando ela chegou pra mim, tava brigada com o namorado, com raiva. Estava chamando ele pra ir não sei onde e falou que tinha outro compromisso. Foi quando ouvi essa música e ‘Meu Deus, preciso gravar! Ouvi a música mil vezes e mandei pra ele com o recado: ‘escuta aí pra você ver!'".

## Lançamento e recepção
"Eu Sei de Cor foi lançada inicialmente em 2016 numa versão acústica para o EP Agora É Que São Elas. Quando a música foi regravada para o registro mais conhecido, para o álbum Realidade (2017), a canção já era um sucesso.

## Legado
A canção fez parte da trilha sonora oficial da telenovela A Força do Querer (2017), sendo tema dos personagens Jeiza (Paolla Oliveira) e Zeca (Marco Pigossi).
"Eu Sei de Cor" se tornou, ao longo dos anos, um dos maiores sucessos da carreira de Marília Mendonça. Com sua morte no final de 2021, a faixa foi cantada por vários artistas, entre eles Luan Santana e Naiara Azevedo. Foi a música escolhida para homenagear a cantora no Grammy Latino de 2021.
Em 2016, a banda Aviões do Forró, nos vocais de Solange Almeida, fez um cover da música no DVD promocional Aviões Fantasy. A canção também chegou a ser regravada por Belô Velloso em uma versão com influências da bossa nova.
"Eu Sei de Cor" até recebeu uma paródia em funk feita por MC Jéssica do Escadão, lançada no início de 2021, chamada "Deixa Eu Sentar Nesse Pau Gigante".

## Desempenho nas tabelas musicais
| Chart          | Maior posição |
| -------------- | ------------- |
| Top 100 Brasil | 1             |

## Certificações e vendas
| Região                                                        | Certificação | Unidades/vendas |
| ------------------------------------------------------------- | ------------ | --------------- |
| Brasil (PMB)                                                  | 4× Diamante  | - 1.200.000‡    |
| ‡vendas+valores de streaming baseados somente na certificação |              |                 |